# Henricus Franciscus Dominicus L'Heureux
Henricus Franciscus Dominicus l'Heureux (Amsterdam, 5 december 1753 - Ravenstein, 28 maart 1823) was burgemeester van de Nederlandse stad Eindhoven. 

## Biografie
Heureux werd geboren als zoon van Antonius Franciscus l'Heureux en Caecilia Helena Klock. In 1771 werd hij ingeschreven aan de Leuvense universiteit en in 1774 ingeschreven aan de Universiteit Leiden. Hij verving in 1795, samen met Joannes van Mierlo, Willem Lodewijk Joost Spoor als rentmeester van Cranendonck. Van 1795 tot 1796 was hij burgemeester van Eindhoven, in 1795, 1796 en van 1798 tot 1808 rentmeester over de goederen van de abdij van Echternach; op 1 oktober 1805, 1 juli 1807 en op 1 april 1809 voor 3 maanden president van het gemeentebestuur.

Heureux werd op last van de directeur der publieke domeinen op 11 september 1809 gearresteerd. Hij verbleef in het tuchthuis te 's-Hertogenbosch, maar werd bij Keizerlijk decreet van 11 januari 1811 uit zijn arrest ontslagen.
Hij trouwde met Cornelia Francisca Elisabeth van Gorkom. Zij overleed in Eindhoven op 1 augustus 1808. 